# Chikara Grand Championship
O Chikara Grand Championship é um título de wrestling profissional de propriedade da Chikara. O primeiro campeão foi coroado em 13 de novembro de 2011, quando Eddie Kingston derrotou Mike Quackenbush após um torneio de seis meses que contou com doze participantes.
Em 14 de março de 2013, a Chikara anunciou que o título começaria a ser disputado em todo o evento realizado pela promoção. Kingston é o único e atual campeão, sendo que já realizou 14 defesas com sucesso.

## Reinados
| # | Wrestler       | Reinado | Data                   | Dias campeão | Defesas | Local                   | Evento    | Notas |
| - | -------------- | ------- | ---------------------- | ------------ | ------- | ----------------------- | --------- | --- |
| 1 | Eddie Kingston | 1       | 13 de novembro de 2011 | 4 870+       | 14      | Filadélfia, Pensilvânia | High Noon | Derrotou a Mike Quackenbush na final de um torneio de doze participantes para se tornar o primeiro campeão. |